# Адам и Ева (вестник)
 Тази статия е за българския вестник.За библейските персонажи вижте Адам и Ева.
„Адам и Ева“ е български вестник за популярно разяснение на половите въпроси. Излиза в София между 1930 и 1941 г. От началото на 1935 г. е със заглавие „Здравна раса“.
От брой 2 вестникът представя популярно разяснение на половите въпроси във връзка с обществените. От брой 26 е вестник за любовта, жената и мъжа, от брой 28 – популярно разяснение на половите въпроси, от брой 61 – вестник по половите въпроси. От брой 312 – вестник за здравна просвета на мъжа и жената. След брой 320 – вестник за здравна просвета, наука, спорт и въздържание, а от 502 брой – вестник за здравна просвета, наука, козметика и литература.
Директор е Йосиф В. Кондов, а редактор – Панайот Керемедчиев. По-късно главни редактори са Йосиф Кондов и д-р Иван Хр. Иванов.